# Abieta Chemie
Die Abieta Chemie GmbH war ein 1957 als Gemeinschaftsunternehmen der Farbwerke Hoechst AG (vormals Meister Lucius & Brüning), Frankfurt am Main, und der Hercules Inc., Wilmington/USA, gegründetes Chemieunternehmen. Die Anteile der damaligen Hoechst AG gingen am 1. Juli 1997 auf die Clariant Deutschland GmbH über. Beide Gesellschafter hielten 50 Prozent des Stammkapitals. 2008 wurde die Abieta Chemie GmbH an die Münchner Private-Equity-Gesellschaft Auctus verkauft. Mitte Februar 2009 ging der Besitz in die US-amerikanische Arizona Chemical über. Zum 1. Februar 2009 wurde die Akquisition der Abieta Chemie GmbH durch die Arizona Chemical GmbH erfolgreich durchgeführt.
Als Standort für die Produktion wurde Gersthofen gewählt, da im dortigen Werk der Hoechst AG die Terpenchemie bereits beheimatet war und die Möglichkeit der Integration in die bestehende Infrastruktur bestand. Mit der Produktion wurde 1958 begonnen.
Der Name Abieta weist auf den von der Firma verarbeiteten Rohstoff Kolophonium (Kiefernharz) hin, dessen Hauptbestandteil ein Diterpen, die Abietinsäure, ist.
Die Resine und Dresinate der Abieta Chemie werden zur Herstellung folgender Produkte eingesetzt:
- Synthesekautschuk (beispielsweise für Autoreifen, Gummiformteile, Klebstoffe)
- Kunststoff-Formteile (beispielsweise für Autos, Küchengeräte, Telefongehäuse, Lego-Bausteine, Playmobil-Figuren)
- Pigmente für Druckfarben und Lacke
- Etikettierklebstoffe für Glas- und PET-Flaschen
- Metallbearbeitungshilfsmittel (beispielsweise Bohr- und Schneidöle, Korrosionsinhibitoren, Haftverbesserer, Reibungsverminderer)
- Schiffsfarben